# Luis Miguel Ramis
Luis Miguel Ramis Monfort (Tarragona, 25 luglio 1970) è un allenatore di calcio ed ex calciatore spagnolo, di ruolo centrocampista, tecnico del Burgos.

## Palmarès

### Giocatore

#### Competizioni nazionali
- Campionato spagnolo: 1

Deportivo La Coruña: 1999-2000
- Coppa di Spagna: 1

Real Madrid: 1992-1993
- Supercoppa di Spagna: 1

Real Madrid: 1993

#### Competizioni internazionali
- Coppa Iberoamericana: 1

Real Madrid: 1994